# Gödselstack

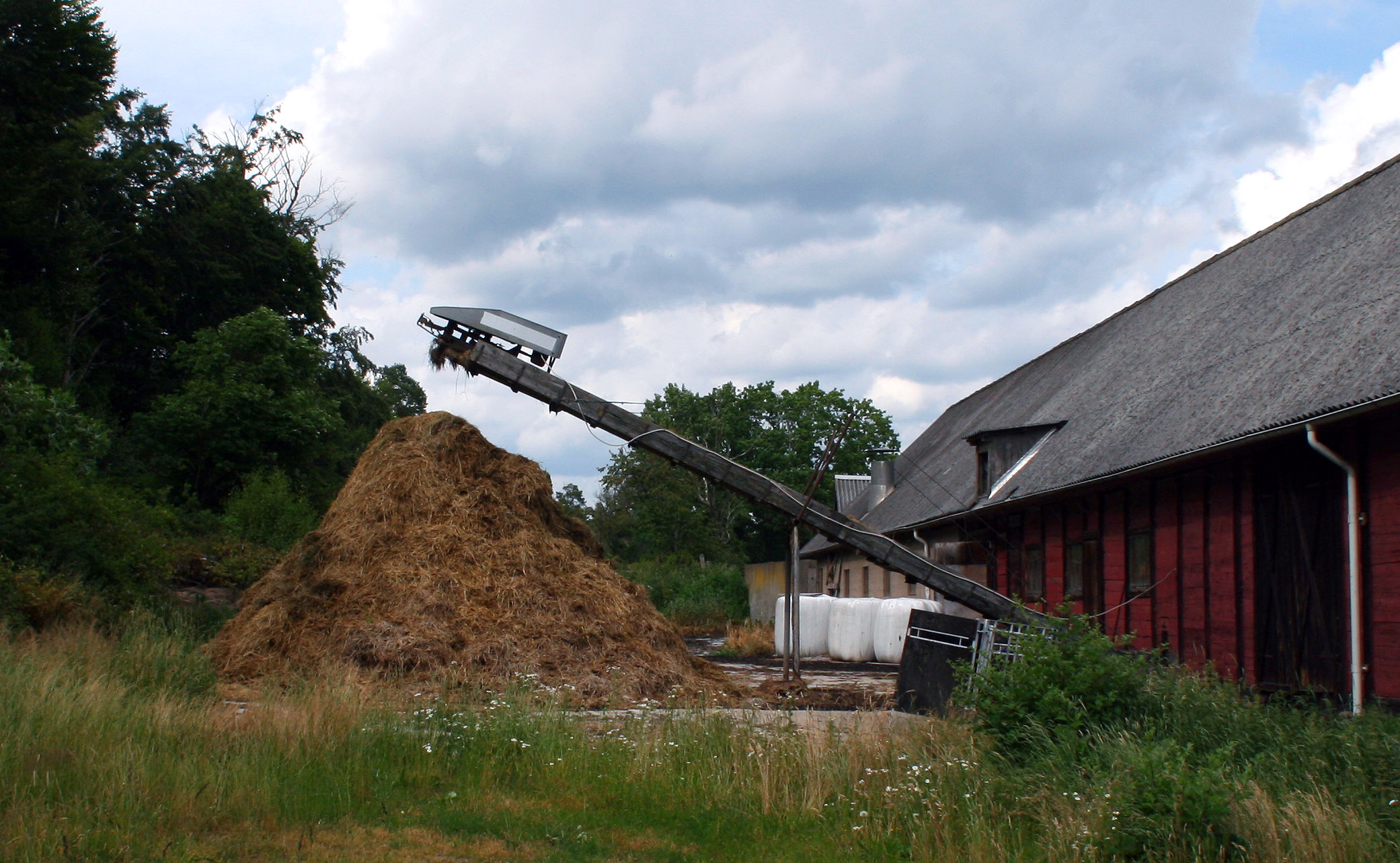
En gödselstack på en lantgård

Gödselstack eller gödselhög kallas en hög med spillning från stall och ladugårdar. Ofta används gödseln sedan för att främja odlingen på åkrar. Förutsättningen för att man skall kunna samla den värdefulla gödseln i en stack är att kreaturen står stallade åtminstone en del av året och inte sprider ut gödseln över betesmarken. 
En klimatförsämring under järnåldern tvang skandinaviska bönder att börja vinterstalla sina kreatur, vilket indirekt ledde till en omläggning från temporära ogödslade åkrar till permanenta gödslade.
Ordet "gödselstack" är belagt i svenska språket sedan 1756.